# 미셸 재지

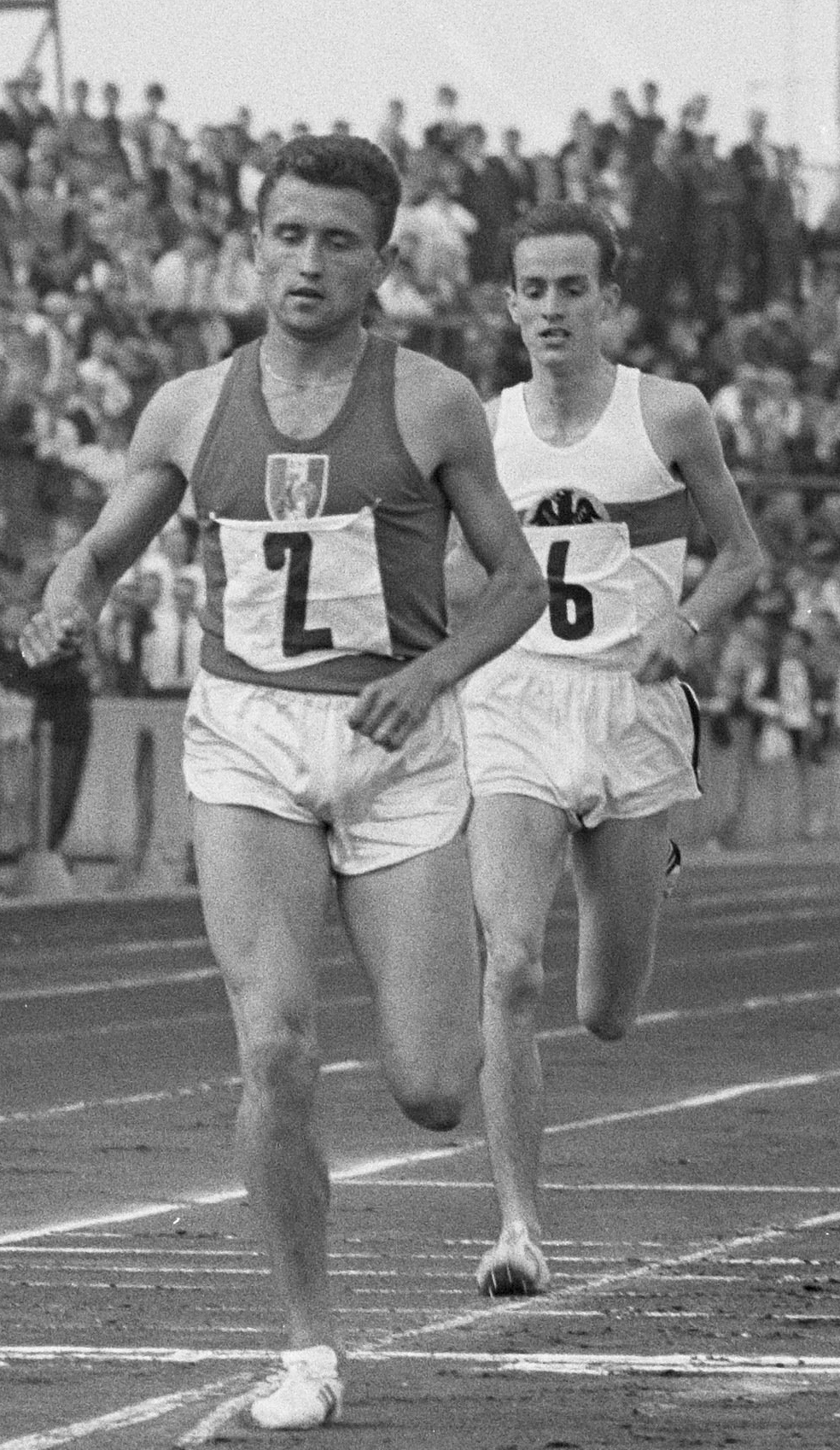
1963년 모습

미셸 재지(Michel Jazy, 1936년 6월 13일 ~ 2024년 2월 1일)는 프랑스의 중거리 달리기 주자이자 장거리 달리기 주자였다. 1960년 하계 올림픽에서 1500m 은메달을 획득했고, 유럽 선수권 대회에서는 금메달 2개(1962년, 1966년)와 은메달 1개(1966년)를 획득했다. 그는 마일(1회), 2000m(2회), 3000m(2회), 2마일(2회), 4×1500m 계주(2회)에서 9개의 세계 기록을 세웠다.